# Gingri
Gingri is een plaats in de gemeente Borås in het landschap Västergötland en de provincie Västra Götalands län in Zweden. De plaats heeft 164 inwoners (2005) en een oppervlakte van 24 hectare. Gingri ligt aan de rivier de Viskan en wordt voor de rest omringd door zowel landbouwgrond als bos. In de plaats lag de enige kantfabriek van Zweden in het fabrieksgebouw is tegenwoordig een klein museum te vinden. De stad Borås ligt ongeveer vijftien kilometer ten zuiden van het dorp.